# Drino subaurata
Drino subaurata là một loài ruồi trong họ Tachinidae.